# Wenwu Chubanshe
Wenwu Chubanshe, offizielle eng. Bezeichnung Cultural Relics Publishing House (chinesisch 文物出版社, Pinyin Wénwù Chūbǎnshè – „Kulturdenkmal Verlag“) ist ein namhafter chinesischer Verlag. Sein Spezialgebiet ist die Archäologie. Er wurde im Januar 1957 gegründet und hat seinen Sitz in Peking.
In dem Verlag sind nahezu sämtliche bedeutende Publikationen über die Funde aus der zweiten Hälfte des 20. Jahrhunderts, dem „Goldenen Zeitalter der chinesischen Archäologie“ erschienen: über die Fossilien des Nanjing-Menschen, die Hemudu-Stätte, Yaoshan (Liangzhu-Kultur), das Fu-Hao-Grab aus der Stätte von Yin (bei Anyang), Terrakotta-Krieger und Pferde aus dem Grab des Kaisers Qinshihuang, das Han-Grab Nr. 1 der Stätte von Changsha Mawangdui, die beiden Gräber aus Zeit der Südlichen Tang (Nan Tang er ling), die Nördlichen Höhlen von Mogaoku, die Seidenmanuskripte aus dem Han-Grab von Mawangdui, über unentdeckte Dokumente aus Turfan, Bambusmanuskripte aus dem Han-Grab von Yinqueshan, Bambusmanuskripte aus dem Qin-Grab von Shuihudi, Bambusmanuskripte aus dem  Chu-Grab von Guodian, Wu-Manuskripte aus Changsha Zoumalou, über die Textfunde aus Houma (Houma mengshu) und die aus Wuwei (Wuwei Handai yijian), um nur einige zu nennen.